# Boksning under sommer-OL 2012 – Fluevægt (damer)
Kvindernes fluevægt i boksning under sommer-OL 2012 i London blev afholdt i perioden 5.-9. august 2012.